# Municipio de Tocumbo
El municipio de Tocumbo es uno de los 113 municipios en que se encuentra el estado mexicano de Michoacán. Su cabecera es la localidad de Tocumbo.

## Toponimia
La palabra «Tocumbo» es una deformación de la voz tuhcumu, que en lengua purépecha significa ‘pinabete’ o ‘ciprés’.

## Historia
Este lugar perteneció al pueblo teco y más tarde fue incorporado al imperio purépecha.
Fue conquistado por Cristóbal de Olid y pasó a formar parte de Tingüindín, que se constituyó en tenientazgo general y dependía de la alcaldía mayor de Peribán. Tocumbo pasó a formar parte en el siglo XVII, de la estancia propiedad de Doña Andrea de Luna, al sur de la cabecera de Tingüindín, en distancia de 2 leguas; ahí vivían y trabajaban 24 familias de españoles, mulatos y mestizos.
Posteriormente estas tierras pasaron a manos de los jesuitas, quienes tuvieron haciendas en donde producían grandes cantidades de trigo. Al decretarse su expulsión, en 1767, los religiosos de la compañía de Jesús traspasaron sus haciendas a parientes y servidores, continuando su explotación y aunque la hacienda de Tocumbo aparece como propiedad de José Godinez y Socios, puede decirse que siguió perteneciendo a la compañía, y al parecer, se cuidó de que estas propiedades no llegaran a manos de foráneos pues para 1800, se constituyó una congregación de los señores Andrade, Chávez, Godinez, Medina, Alcázar y Villanueva, que compraron propiedades locales.
Durante la guerra de independencia, Tocumbo fue el radio de la acción insurgente de los hermanos Guzmán, Francisco y Gordiano. La región fue devastada, ya que era una de las zonas más fértiles y para 1831, con la Ley de División Territorial, Tingüindín pasó a ser cabecera municipal y Tocumbo fue tan sólo una hacienda del municipio.
En 1867, la región fue ocupada por los franceses y Tocumbo era paso obligado tanto para Uruapan como para Tierra Caliente; sufrió las consecuencias, al ser paso tanto de los chinacos como de franceses. Desde la región centro oriental de Michoacán se escogieron puntos clave para la ofensiva republicana, bajo el mando de Villado. En la hacienda de Tocumbo se formó una línea republicana que resistió el combate imperialista.
Al finalizar el siglo XIX la producción de maíz, trigo y caña y otros productos agrícolas sólo beneficiaba a los dueños de la hacienda de Tocumbo, mientras que la situación de los trabajadores era muy difícil. Durante la revolución, la lucha fue enconada y la hacienda pasó a manos de los pobladores de la región. El 12 de diciembre de 1903 Tocumbo fue elevado al grado de tenencia de Tingüindín.
El 27 de febrero de 1930 se constituyó como municipio, mediante decreto legislativo número 76, promulgado por el general Lázaro Cárdenas del Río, Gobernador de Michoacán, segregando de Tingüindín la población de Tacátzcuaro; sin embargo, en diciembre de ese año, por conflictos vecinales, ésta vuelve al territorio de Tingüindín y se le adjudica a Tocumbo la hacienda azucarera de Santa Clara y sus ranchos anexos, perteneciente al municipio Los Reyes. En 1938 los ejidatarios de Tocumbo recibieron dotación de tierras y al continuar el reparto agrario obtuvieron, en 1940, el ejido de La Calera, el de Tocumbo en 1952 y el de San Francisco en 1970.

## Geografía
Se localiza al oeste del estado, en las coordenadas 19°42′ de latitud norte y 102°32′ de longitud oeste, a una altitud promedio de 1600 m s. n. m. Tiene 506.85 km² y representa el 0.86 por ciento del total del estado. Limita al norte con el municipio de Villamar; al noreste con el municipio de Tingüindín; al este y al sur con el municipio de Los Reyes; y al oeste con el estado de Jalisco. Su distancia a la capital del estado es de 196 km.
Su relieve está constituido por la sierra de San Ángel, perteneciente al Eje Neovolcánico.
Su hidrografía está constituida por los ríos del Plátano, San Antonio y de Daga.
Su clima es tropical y templado con lluvias en verano, con temperaturas que oscilan entre 15.6 a 31.6 °C. Tiene un precipitación pluvial de 1100 mm.
En el municipio domina el bosque mixto con pino y encino, y el bosque tropical caducifolio con ceiba, cedro, parota, cirián, zapote, tepeguaje y cuajilote. La fauna del municipio está representada por armadillo, venado, liebre, ardilla, tlacuache, tejón, tusa, coyote, zorrillo y pato.
La superficie forestal maderable está ocupada por pino, encino, y la no maderable está ocupada por matorrales de distintas especies.
Los suelos del municipio datan de los períodos cenozoico, terciario y paleoceno, corresponden principalmente a los del tipo chernozem y chesnut. Su uso está destinado primordialmente a la actividad forestal y en menor proporción a la ganadera y agrícola.

## Demografía
De acuerdo con el último censo de población 2020, el municipio cuenta con 12 325 habitantes, siendo 6250 mujeres y 6075 hombres.
El Censo de Población y Vivienda 2020 registra 62 habitantes que hablan alguna lengua indígena, lo que corresponde a 0,5% del total de la población de Tocumbo. Las lenguas indígenas que se hablan fueron: purépecha (36 habitantes), náhuatl (14 habitantes) y tsotsil y mazahua (6 habitantes cada una).

### Religión
La religión que predomina en el municipio es la católica, seguida en menor proporción por los protestantes y evangelistas.

### Localidades
En el censo de 2020 el municipio de Tocumbo contaba con 53 localidades.
| Código INEGI      | Localidad                 | Población (2020) |
| ----------------- | ------------------------- | ---------------- |
| 160950040         | Santa Clara de Valladares | 7 785            |
| 160950001         | Tocumbo                   | 1 889            |
| Otras localidades | Otras localidades         | 2 651            |
| Total municipal   | Total municipal           | 12 325           |

## Economía
La principal actividad del municipio es la agricultura, un alto porcentaje de la población se dedica a esta actividad, siendo sus principales cultivos: la caña de azúcar, aguacate, zarzamora, fresa, arándanos, frambuesa, maíz, frijol, alfalfa y garbanzo.
En la región ocupa un lugar preponderante siendo sus principales crías: bovino, caballar, porcino, aves y colmenas.
El municipio cuenta con una industria establecida como son el ingenio azucarero Santa Clara, que produce azúcar estándar; y las fábricas de paletas y bases para helados La Michoacana.

## Cultura

### Música
La región del rancho El Santuario, al suroeste de la cabecera, forma músicos de mariachi tradicional (mariachi de cuerdas), que han vuelto popular el son y otros géneros típicos de conjunto de cuerdas.

### Gastronomía
Es la cuna de las mundialmente famosas paletas La Michoacana.

### Fiestas
- 27 de febrero - Aniversario de la elevación a municipio;
- Abril - semana de Pascua, Feria de la Caña Santa Clara de Valladares;
- 3 de mayo - Celebración en honor del patrono del lugar en San Francisco;
- Junio - Fiesta tradicional del Hijo Ausente;
- Segundo viernes de junio - fiestas en honor al Sagrado Corazón de Jesús;
- 22 de julio - Celebración de la fiesta patronal en La Magdalena;
- 11 de agosto - Fiesta patronal en Santa Clara;
- 1 al 14 de septiembre - Fiesta del Señor de los Milagros en Santa Clara (réplica de la imagen que se venera en San Juan Nuevo, Mich.) que se realiza en la Colonia Obrera;
- 7 de octubre - Fiesta Patronal en La Laguneta en honor a la Virgen del Rosario;
- 23 de diciembre - Aniversario de la inauguración del templo de Tocumbo;
- 25 al 30 de diciembre- Feria de la Paleta.

## Cronología de los presidentes municipales
- 1930: Modesto Villanueva Andrade
- 1931: Pablo Villanueva Ruíz
- 1932: Abel Andrade Valdovinos
- 1933: Marcial González Andrade
- 1934: Ignacio Andrade González
- 1935: Ignacio Andrade González y José A. Díaz
- 1936: Rafael Escobar Montufar
- 1937: Ignacio Torres Salcido
- 1938: Aristeo Andrade Valdovinos
- 1939: Elpidio Andrade Andrade
- 1940: Agustín Godínez Torres
- 1941: Luis Nuñes González
- 1942: Modesto Villanueva Andrade
- 1943: José Villanueva Alcázar
- 1944: Agustín Godínez Torres
- 1945: Agustín Godínez Torres y Juan Andrade Malfavón
- 1946: Juan Andrade Malfavón
- 1947: Baldomero Barreto Sánchez
- 1948: Pablo Villanueva Ruíz
- 1949: Juan Andrade Malfavón
- 1950: Juan Andrade Malfavón y Francisco Andrade Malfavón
- 1951: Franciso Andrade Malfavón
- 1952: Benjamín Alcázar García
- 1953: Benjamín Alcázar García
- 1954: Luis López Rosas, Félix Carmona Flores y Cosme Torres Vega  (nombrados por el gobierno estatal)
- 1955: Cosme Torres Vega
- 1956: Cosme Torres Vega (nombrado por el gobierno estatal por crisis internas)
- 1957: Agustín Godínez Torres
- 1958: Emigdio González Medina y J. Jesús Malfavón Alcázar
- 1959: J. Jesús Malfavón Alcázar y Emigdio González Medina
- 1960: Antonio Samaniego Ruíz
- 1961: Ignacio Alcázar Andrade
- 1962: Antonio Samaniego Ruiz
- 1963-1965: Esteban Andrade Valdovinos
- 1966-1968: Guillermo Montoya Cervantes
- 1969-1971: Elías Andrade Espinoza
- 1972-1974: Manuel Espinoza Alcázar (En esta gestión hubo un interinato de 6 meses que cubrió el Sr. Rafael Mendoza Ceja, por licencia concedida al titular)
- 1975-1977: Javier Villaseñor Barragán
- 1978-1980: Ignacio Andrade Valdovinos
- 1981-1983: Ma. Esther Andrade Barreto
- 1984-1986: Alberto Andrade Maldonado
- 1987-1989: José Ma. Espinoza Alcázar
- 1990-1992: Alfonso Malfavón Gutiérrez
- 1993-1995: Enrique Zepeda Herrera
- 1996-1998: Juan Valdovinos Malfavón
- 1999-2001: Osvaldo Fernández Orozco
- 2002-2004: Roberto Andrade Fernández
- 2005-2007: J. Jesús Magaña Espinoza
- 2008-2011: Salvador Andrade Fernández
- 2012-2015: Ma. Cristina Márquez Flores
- 2015-2018: Luis Enrique Toscano Servín
- 2018-2021: Luis Enrique Toscano Servín
- 2021-2024: Evangelina Villanueva Morales
- 2024-2027: José Luis Alcázar Rodríguez